# 印度性別不平等問題
印度性別不平等問題（英語：gender inequality in India）指的是印度男性和女性在健康、教育、經濟和政治方面的不平等。有各種國際性的性別不平等指數對印度在這些方面進行排名，結果各不相同，而這些指數本身也存在爭議。
印度的性別不平等及其社會成因，影響到印度人口的性別比、女性一生中健康、她們的學歷，甚至是她們的經濟狀況。性別不平等亦阻礙專為男性制定公平的性侵害法律，使得男性在遭性侵時難以獲得應有的保障。印度性別不平等是個多面相的問題，主要是婦女受到影響，但男性也受到影響。當審視整體印度人口時，婦女在幾個重要方面處於不利地位。縱然印度憲法明訂男性和女性權利平等，但性別差距依然存在。
研究顯示印度許多領域（包括職場在內），性別歧視在多數情況下對男性有利。女性生活的許多方面，從職場發展和進步,到精神健康疾患，均受歧視影響。 雖然印度關於強姦、嫁妝和通姦的法律以女性安全為核心，而實際上高度歧視性的做法仍然以驚人的速度出現，讓當今許多女性的生活受到影響。

## 性別不平等相關數據
下表將印度兩性在各種不平等統計指標上的數據列出（來源：世界銀行性別統計數據庫（2012年））。
| 衡量指標                                                                | 女性 (印度) | 男性 (印度) | 女性 (全球) | 男性 (全球) |
| ----------------------------------------------------------------------- | ----------- | ----------- | ----------- | ----------- |
| 嬰兒死亡率, (每1,000名活產)                                             | 44.3        | 43.5        | 32.6        | 37          |
| 出生時預期壽命, (年齡)                                                  | 68          | 64.5        | 72.9        | 68.7        |
| 預期在校年數                                                            | 11.3        | 11.8        | 11.7        | 12.0        |
| 完成小學教育佔比, (%)                                                   | 96.6        | 96.3        | [ 12 ]      |             |
| 完成初級中學教育佔比 (%)                                                | 76.0        | 77.9        | 70.2        | 70.5        |
| 進入中學教育人數佔比 (%)                                                | 46          | 54          | 47.6        | 52.4        |
| 進入小學/中學教育人數佔比 (%)                                           | 0.98        | 1.0         | 0.97        | 1.0         |
| 中學裏女性老師佔比 (%)                                                  | 41.1        | 58.9        | 51.9        | 48.1        |
| 在金融機構開戶的人數佔比 (% ，15歲以上)                                 | 26.5        | 43.7        | 46.6        | 54.5        |
| 一般月份在金融機構戶頭存款的人數佔比 (% ，15歲以上)                     | 11.2        | 13.4        | 13.0        | 12.8        |
| 一般月份從金融機構戶頭提款的人數佔比 (% ，15歲以上)                     | 18.6        | 12.7        | 15.5        | 12.8        |
| 過去一年中曾從金融機構貸款人數佔比 (% ，15歲以上)                       | 6.7         | 8.6         | 8.1         | 10.0        |
| 為健康或緊急情況向銀行借款，仍有未償餘額人數佔比 (% ，15歲以上)         | 12.6        | 15.7        | 10.3        | 11.6        |
| 為購房向銀行貸款，仍有未償餘額人數佔比 (% ，15歲以上)                   | 2.26        | 2.35        | 6.6         | 7.4         |
| 失業 (%，根據國際勞工組織定義勞工中佔比)                                | 4           | 3.1         | [ 12 ]      |             |
| 青年人失業率 (% 根據國際勞工組織定義中15-24歲年齡層佔比)                | 10.6        | 9.4         | 15.1        | 13.0        |
| 青年人失業，女性對男性比例（%，根據國際勞工組織定義中15-24歲年齡層佔比) | 1.13        | 1.0         | 1.14        | 1.0         |
| 在農業領域就業人數佔比 (%)                                              | 59.8        | 43          | [ 12 ]      |             |
| 在工業領域就業人數佔比（%)                                              | 20.7        | 26          | [ 12 ]      |             |
| 自僱（%）                                                               | 85.5        | 80.6        | [ 12 ]      |             |
| 致死原因（%，非由傳染性疾病導致，15-34歲年齡層）                        | 32.3        | 33.0        | 29.5        | 27.5        |
| 在60歲時的預期壽命（年）                                                | 18.0        | 15.9        | [ 12 ]      |             |

## 印度於全球排名

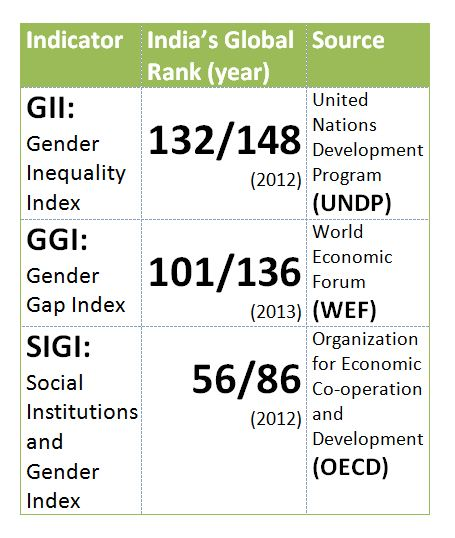
印度在各項性別不平等指數的全球排名。這些指數存有爭議性。

世界各地有不同的團體對各國性別不平等作排名。例如世界經濟論壇（WEF）每年都會發佈各國的《全球性別差距指數（Global Gender Gap Index）》（GGI）。該指數並非關注女性賦權，而是關注男性和女性在4個基本類別中的相對差距 - 經濟參與、教育程度、健康與生存以及政治賦權。其中包括諸如估計的性別選擇性墮胎、一國女性元首在位的年數、女性與男性的識字率、該國女性與男性收入的估計比率以及其他一些相對性別統計指標等。但不包括針對女性與男性的犯罪率、家庭暴力、名譽殺人等因素。WEF在無數據或是難以收集的情況下，會使用舊數據或採最佳估計來計算該國的此類指數。
根據WEF於2011年發佈的《GGI》，印度於135個受調查的國家中，性別差距指數排名為第113位。印度此後的性別差距指數排名有所提升，於2013年在136個受調查國家中升至第101位。印度的GGI各項組成中，在政治賦權方面表現良好，但在性別選擇性墮胎方面的得分與中國同樣不佳。印度在整體女性與男性識字率和健康排名方面得分也很低。印度於2013年的總分為0.6551，而排名第1的冰島總分為0.8731（無性別差距（即滿分）的分數為1.0）。
其他衡量標準還有經濟合作暨發展組織（OECD）的社會機構性別指數（Social Institutions Gender Index，SIGI），印度於2012年在86個國家中的排名為第56位，比其於2009年在102個國家中排名第96位有所改善。SIGI衡量的是導致不平等的歧視性社會制度，而非不平等的結果本身。同樣的，聯合國開發計劃署（UNDP）也發佈其性別不平等指數（UNDP），印度在148個國家中排名第132位。
對指數的質疑
學者們對這些指數和全球排名的準確性、相關性和有效性提出質疑。例如Dijkstra和Hanmer兩位研究人員承認，雖然有關性別不平等的全球指數排名引起媒體的關注，但其存在重大局限性。用於計算指數的數據既過時、不可靠且令人懷疑。更有甚者，當一國的男性與女性均承受同等程度的剝奪與缺乏賦權時，該國仍可能獲得高排名。也就是說，若非洲和中東地區的男性與女性在經濟參與、教育程度、健康狀況及嬰兒死亡率等問題上，存在同等程度的劣勢，即使女性在這些方面明顯落後，而此類國家仍可能在排名上位於前茅。這些指數的有效性因而有其侷限。與其關注排名，不如將重點放在衡量女性的發展、賦權和性別平等上，尤其是針對兒童和青少年等相關年齡群體方面的。然而人們普遍認為印度與其他開發中國家一樣，性別不平等情況嚴重，婦女賦權程度低於已開發國家。

## 出生性別
印度社會的文化結構強化對男女性別的偏見，異性所受到的偏見影響，會因情境差異而呈現不同程度的變化。實際情況是印度持續強烈偏愛男孩。女嬰殺害和性別選擇性墮胎事件發生，強烈反映出印度婦女在社會中居於低落地位。該國於2011年進行的人口普查，顯示7歲以下女童人口（佔總人口的百分比）下降，活動人士估計該國在過去10年中可能有8百萬女胎遭到墮胎。而在2005年進行的人口普查，顯示女嬰和男嬰的死亡率分別為千分之61和56，在印度的女胎由於偏見、文化刻板印象、不安全感等原因，比男胎更有可能被墮掉。
印度的2011年人口普查報告顯示男性及女姓間性別比例（0-6歲）出現下降 - 每1,000名男性對應914名女性（低於2001年的927名），為印度獨立以來的最低數字。
富裕父母偏好生子，透過醫界提供的非法胎兒性別鑑定和性別選擇性墮胎方式以達目的。醫生從事這些非法勾當所能獲得的經濟利益，似乎遠超過他們因違法可能受到的處罰。

## 教育方面的差距

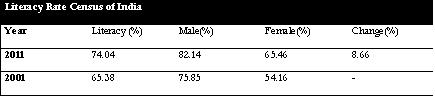
印度分別於2001年和2011年進行的人口普查中，國民識字率的比較。

印度婦女獲得教育的機會低於男性的。雖然印度女性的識字率正上升中，但仍落後於男性的識字率。印度女性識字率為65.46%，而男性的為82.14%。造成如此差異的一個根本因素是父母認為女孩接受教育是種浪費，女孩最終會出嫁，然後住在夫家。人們堅信女性終究會根據傳統而成家庭主婦，因此難於從對他們的教育投資獲益。

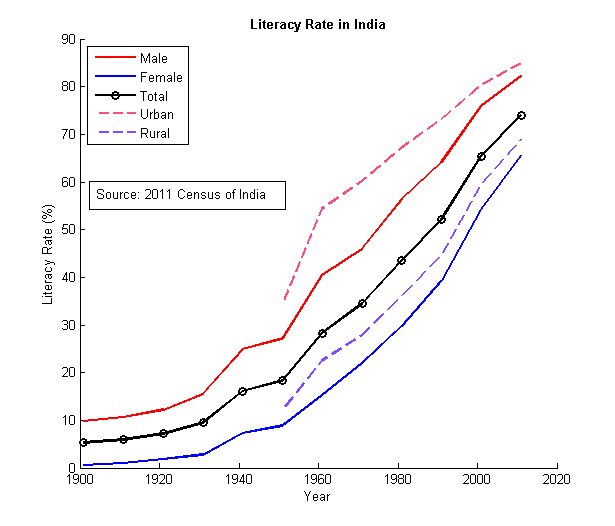
印度於1901年到2011年期間在男性、女性、農村和城市人口識字率的變化情況。

印度政府為推廣教育，於近年設立部落寄宿學校（Ashram schools）、針對低識字率地區推動教育方案以及提供學前和學後獎學金（Pre-Matric and Post-Matric Scholarship）、設立拉吉夫·甘地國家獎學金（Rajiv Gandhi National Fellowship）等。然而由於特別是在印度農村和部落社區針對婦女教育的落後觀念，而阻礙婦女能利用到這些資源。
在印度農村或部落社區的婦女，與男性的教育差距更大。2011年，在賈坎德邦表列部落（STs）中男性的識字率約為68%，而女性的僅約為46%。部落婦女缺乏接受學校教育的機會，又因為與城市社會隔絕，徹底斷絕她們的經濟發展與社會流動能力。印度社會普遍對部落婦女抱持負面的刻板印象，認為她們無一技之長、生活混亂且性觀念開放。這導致試圖融入社會的部落婦女，往往被迫從事性工作或體力勞動，處境艱難。

## 成年及之後
由於印度對婦女歧視，而導致他們的工資低於男性的，印度婦女在相同職位與資歷條件下的平均收入僅為男性同儕的64%。
因而導致女性在自主性和權威上不足。法律上雖賦予女性平等權利，但現實中平等並未充分實現。尤其是在農村地區，對於婦女的土地和財產權的保障不力，人們通常仍依循固有習慣法來行事。

## 經濟不平等

### 勞動參與和工資
印度婦女於2013年的勞動參與率為80.7%。在擁有140個國家會員的全球最大人力資源協會 -  人力資源管理協會中服務的南希·洛克伍德（Nancy Lockwood），她在2009年撰寫的一份報告中寫道，印度女性的勞動參與率低於男性，但自1990年代開始即持續快速增長。洛克伍德指出印度於2001年擁有3.97億名勞工，其中有1.24億名是女性。
印度的勞工中有超過50%受僱於農業。大多數農村男性從事耕種，而大多數女性則從事牲畜飼養及雞蛋和牛奶的生產。研究人員Rao指出，農村婦女中約有78%從事農業，而男性則為63%。約37%的婦女直接參與耕種，但她們在農業灌溉、除草、揚穀、插秧和收穫階段更為活躍。於2004年，印度約70%的農地工作由婦女完成。印度茶園的婦女勞動參與率約為47%，棉花種植為46%，油籽種植為45%，園藝為39%。
印度男性和女性之間的工資並不平等。於2009年，人工犁田的工資差距最大，男性每天工資為103盧比，而女性僅為55盧比，工資比為1.87:1.0。播種的工資比為1.38:1.0，除草的為1.18:1.0。對於揚穀、脫粒和插秧等其他工作，男性與女性的工資比在1.16:1.0至1.28:1.0之間變化。於2009年，在印度所有邦的清掃工作，男性和女性的工資相同。

### 取得信貸
雖然法律支持金融機構提供婦女貸款，且針對婦女的小額信貸計劃也很普遍，但由於女性通常擁有的財產較少，她們往往無法提供貸款所需的擔保品。此外，小額信貸方案也因其中強制性的做法而受到密切關注。雖然該國有許多小額信貸計劃能成功推動，並促成社區婦女設立自助團體，但印度政府於2012年對小額信貸做法進行的一項審查，發現婦女會受多個放貸機構推廣，而取得過多貸款，信貸能力因而過度擴張。報告又提出這些計劃的經濟激勵措施並不符合婦女的利益。因而發生許多婦女因無法償還債務而自殺的案例。

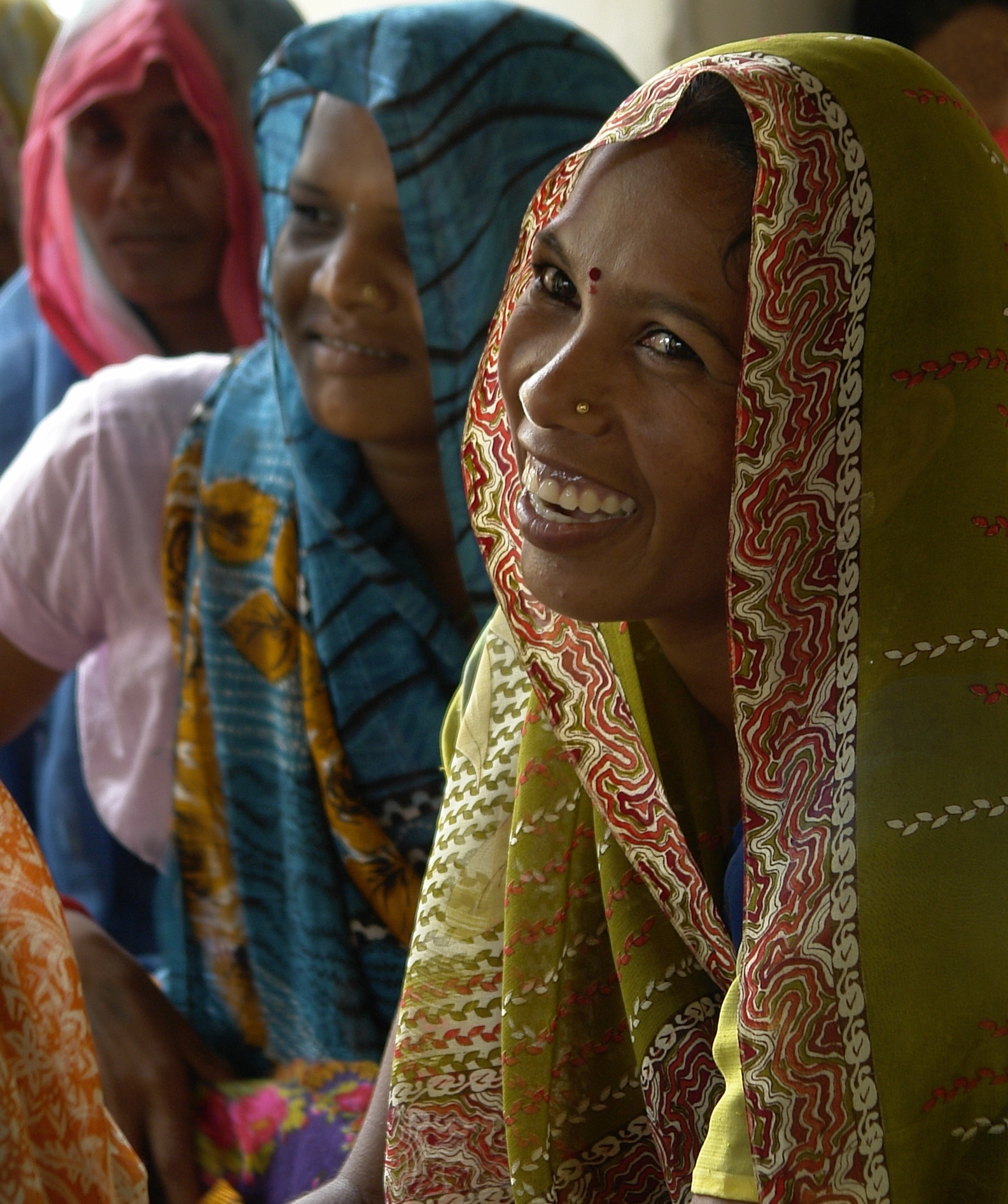
在印度中央邦烏馬里亞縣的一個部落村莊，婦女們正在參加關於阿迪瓦西人土地權利的會議。

### 財產權
印度法律規定婦女擁有平等的財產所有權和繼承權，但實際上70%的農村土地均由男性擁有，婦女處於不利地位。雖然有《印度1974年已婚婦女財產權法（Married Women Property Rights Act of 1974）》等法律保護婦女，但很少會有人尋求法律救濟。雖然《印度教2005年繼承（修訂）法》明文規定，男性和女性於祖傳和共有財產應享有平等繼承權，但執法效果不彰，特別是在印度北部地區。

#### 部落婦女的財產權
在財產所有權上，部落婦女同時承受著社會與法律層面的不公平待遇。印度的部落社群仰賴土地生產以確保經濟穩定，他們的生活型態和收入來源均與農業密不可分。印度依據《國際勞工組織第169號公約》保障部落社群對其土地的權利。該公約推動相關政策，要求在利用部落土地以開發時，必須取得部落社群自由、事先且知情的同意，並確保開發過程能包容並適應當地部落社群的需求。也賦予部落人民在土地復原後，重新取得土地所有權的選擇。印度農村地區已頒佈多項政策，目的在保護部落土地，如《1908年喬塔納格普爾佃農法（The Chota Nagpur Tenancy Act, 1908）》、《1949桑塔爾帕爾加納佃農法（SANTHAL PARGANAS TENANCY ACT 1949）》及《威爾金森判例（Wilkinson's Rules）》。然而，部落社群與私人企業或邦政府所簽訂的合約，經常遭到違背，導致許多家庭被迫遷徙。
再者，人們發現前述的土地保護政策並未將部落婦女涵蓋在內。印度的部落婦女，其社會地位主要來自她們身為森林採集者的角色，因此不完善的財產保障政策對她們的影響尤為顯著。部落婦女因被迫遷徙，在以種姓制度為基礎的農村社群中，面臨安置困境與歧視。部落社群的邊緣化，對女性而言，最嚴重的後果之一便是缺乏工作保障。印度現行的部落家庭安置政策，往往將援助重心放在男性勞工或以女性為經濟支柱的"典型"家庭，導致其他型態的家庭，特別是婦女，在遷徙後面臨更嚴重的經濟困境和工作保障淪喪。

## 職業不平等

### 創業

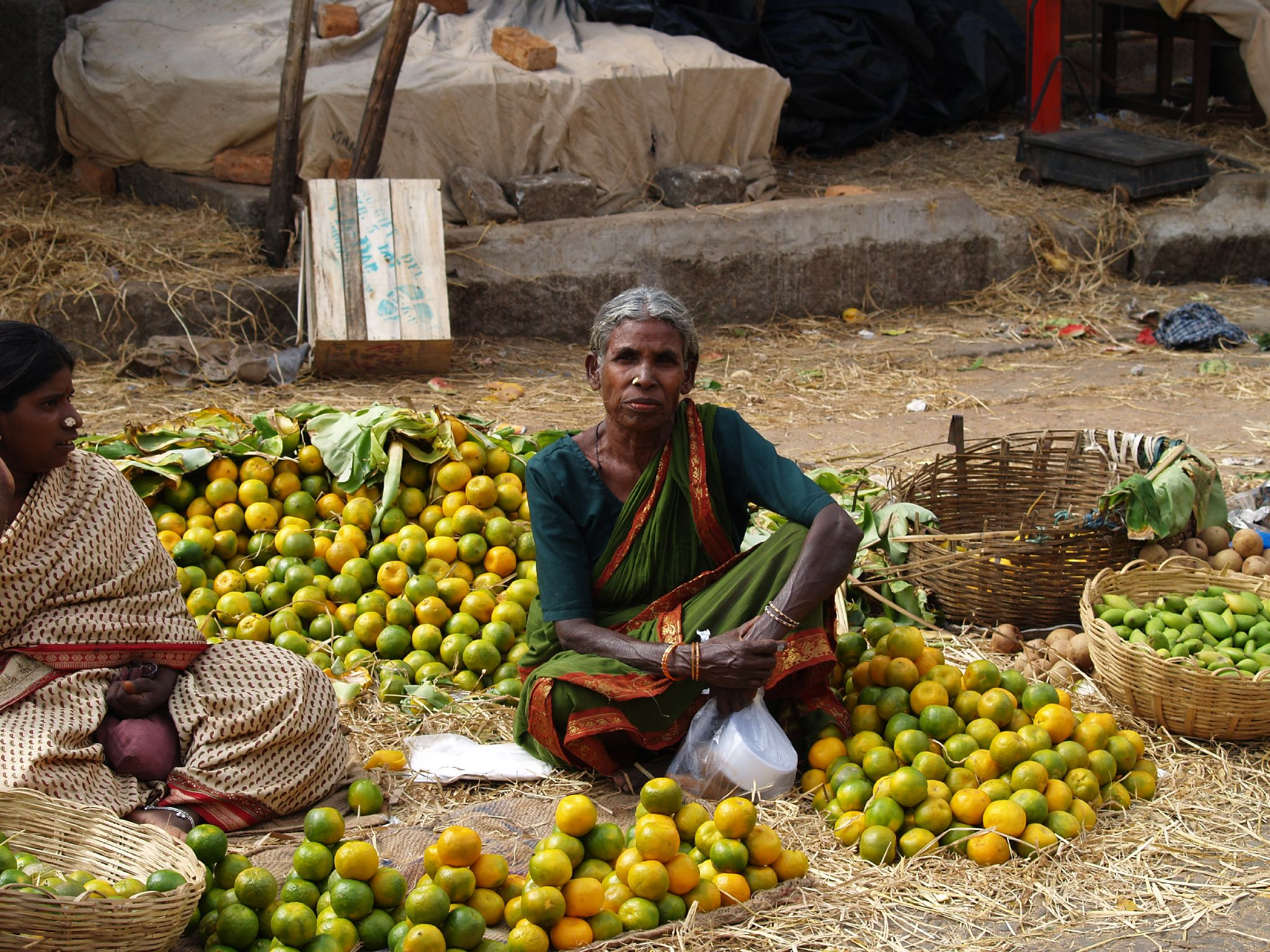
印度婦女從事創業的一個案例 - 在當地市場販售農產品。

不同的研究檢視擔任創業角色的婦女，以及圍繞她們參與這個非正式經濟部門的態度和結果。研究人員Tarakeswara Rao等人於2011年在美國雙週刊《商業雜誌（期刊）》上發表的一項研究報導，提出印度人口中近50%是女性，但女性擁有的企業不到5%。事實上，印度企業家中以創業為主的只有7%是女性，其餘93%皆為男性。研究人員Colin Williams和Anjula Gurtoo於2011年在國際性出版機構Emerald Publishing發行的《國際性別與創業精神雜誌（International Journal of Gender and Entrepreneurship）》發表的另一項研究報告，描述女性企業家由於不同因素，在其工作發展中面臨多重障礙。其中一些障礙包含缺乏獲得機構信貸的機會，這對他們擴展業務會有不利影響。此外，在這個領域中的女性可能缺乏正規的工作場所，且由於她們在社會中更公開出現，而面臨性別暴力。印度女性企業家面臨的另一重要挑戰是她們在職業角色中的活動類型。這些活動相當有限，與傳統的性別角色相符，例如在印度寺廟販賣水果或鮮花等活動，而阻礙女性企業家超越特定界限，能進一步發展。
Colin Williams和Anjula Gurtoo的此項研究還對從事創業的各個女性進行個人訪談以收集數據。研究中的女性企業家，其職業類別為：家庭幫傭、小販、辦公室助理和店員。研究結果顯示這些創業女性不像在其他行業工作的同儕那樣，會認為工作保障是一件令人擔憂的事。她們一開始選擇創業，是因為沒有其他工作機會，而經濟上的好處則是在事業穩定後才會慢慢出現。

### 教書

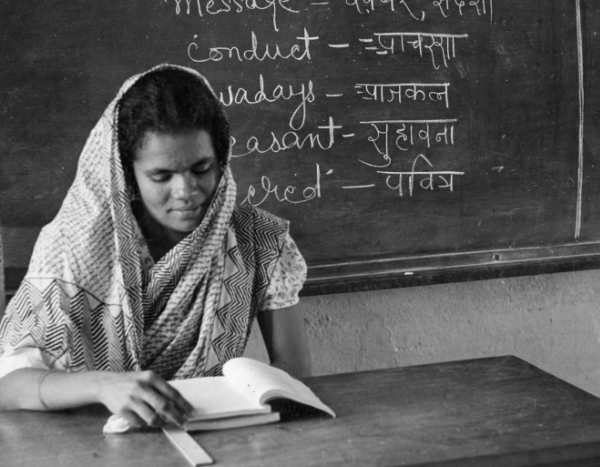
透過1950年在印度擔任英語教師的海倫·比薩胡（Helen Bisahu），展示當年一位印度女教師的樣貌。

印度的教師人數及其對教育的影響存在性別差異。該國女性教師在1970年代中期有25%的佔比，到2008年增加到43%。女性教師的教育資格較男性教師為低，但受過教師培訓的女性教師比例略高。此外，研究訪談過的教師中，擁有10年以上教學經驗的女性多於男性的。

### 科學領域
多種因素導致印度女性在科學領域面臨障礙和歧視，但多年來情況已逐漸改善。
於2003年對印度4所科學技術高等教育機構進行的一項研究，女性教職員工表示她們在工作中遭遇偏袒男性的性別歧視。。此外，在招聘面談時，面試委員會詢問女性應徵者如何在家庭和工作間取得平衡，以及她們為何要來應徵，而非做個家庭主婦。由於人們認為女性婚後會對工作投入較少的心力，而出現偏袒男性的歧視性提問。
印度的研究發現，女性參與森林和能源計畫，能分別帶動森林復育率提高28%，以及離網能源（不依賴傳統電力網路（電網）的能源供應系統）銷售額成長30%。

### 參軍
儘管現行規定會限制女性在武裝部隊中擔任戰鬥職務，且研究建議將女性軍官參與近身作戰排除在外，同時認為其指揮能力尚待培養。但女性在軍隊中的地位正逐步提升中。印度前任國防部長即為女性（尼爾瑪拉·西塔拉曼於2017年9月3日 - 2019年5月30日期間擔任印度國防部長，是繼英迪拉·甘地之後的第二位女性國防部長，也是第一位女性專職國防部長），即顯示此一趨勢。
印度最高法院於2020年2月17日表示，印度陸軍中的女性軍官可獲得與男性軍官同等的指揮職位。法院表示印度政府的反對論點具有歧視性、令人不安且源於刻板印象。法院還表示所有女性都應應享有常任職位權，不受服役年限限制，且最高法院的命令必須在3個月內付諸實施。印度政府早些時候曾表示部隊（主要是男性）不會接受女性指揮官。但現在已有女性在印度空軍中擔任作戰任務，阿瓦尼·查圖維迪、莫哈納·辛格·吉塔瓦爾和巴瓦納·坎特是首批三位女性戰鬥機飛行員。印度陸軍和空軍允許女性擔任作戰角色，而印度海軍已有駕駛反潛機如P-8和IL 38的女性飛行員，但海軍仍有反對女性登艦服勤的想法。

## 教育不平等

### 學校教育
印度曾有機會在2015年達成千年發展目標中關於教育性別平等項目。聯合國兒童基金會（UNICEF）透過入學率和教育性別平等指數（GEEI）來衡量教育品質。然而，雖然印度在這方面有所進步，但要達到2015年GEEI指數95%的目標，仍需將改善進程加速3倍才有可能。
印度農村地區女孩的教育程度仍然低於男孩的。近期有許多研究以了解導致印度不同地區女孩受教育程度高低不等的根本因素。Adriana D. Kugler和Santosh Kumar兩位研究人員於2017年在同行評審的美國學術期刊《人口學（期刊）》上發表的一項研究，檢視印度家庭規模和子女組成（就第一個孩子的性別和後頭出生的）對特定家庭取得教育程度的影響。根據這項研究，隨著家庭規模在第一個孩子之後每增加一個孩子（通常第一胎為女性時，因重男輕女的緣故，之後所生的子女數目會較多），平均而言，總體受教育年限將減少4分之1年，與男童相比，這一統計數據對家庭中的女童不利。此外，家庭中母親的教育水平也對子女的教育程度產生影響，研究顯示在母親教育水平較低的家庭中，子女的教育程度往往會較低。

#### 中等教育

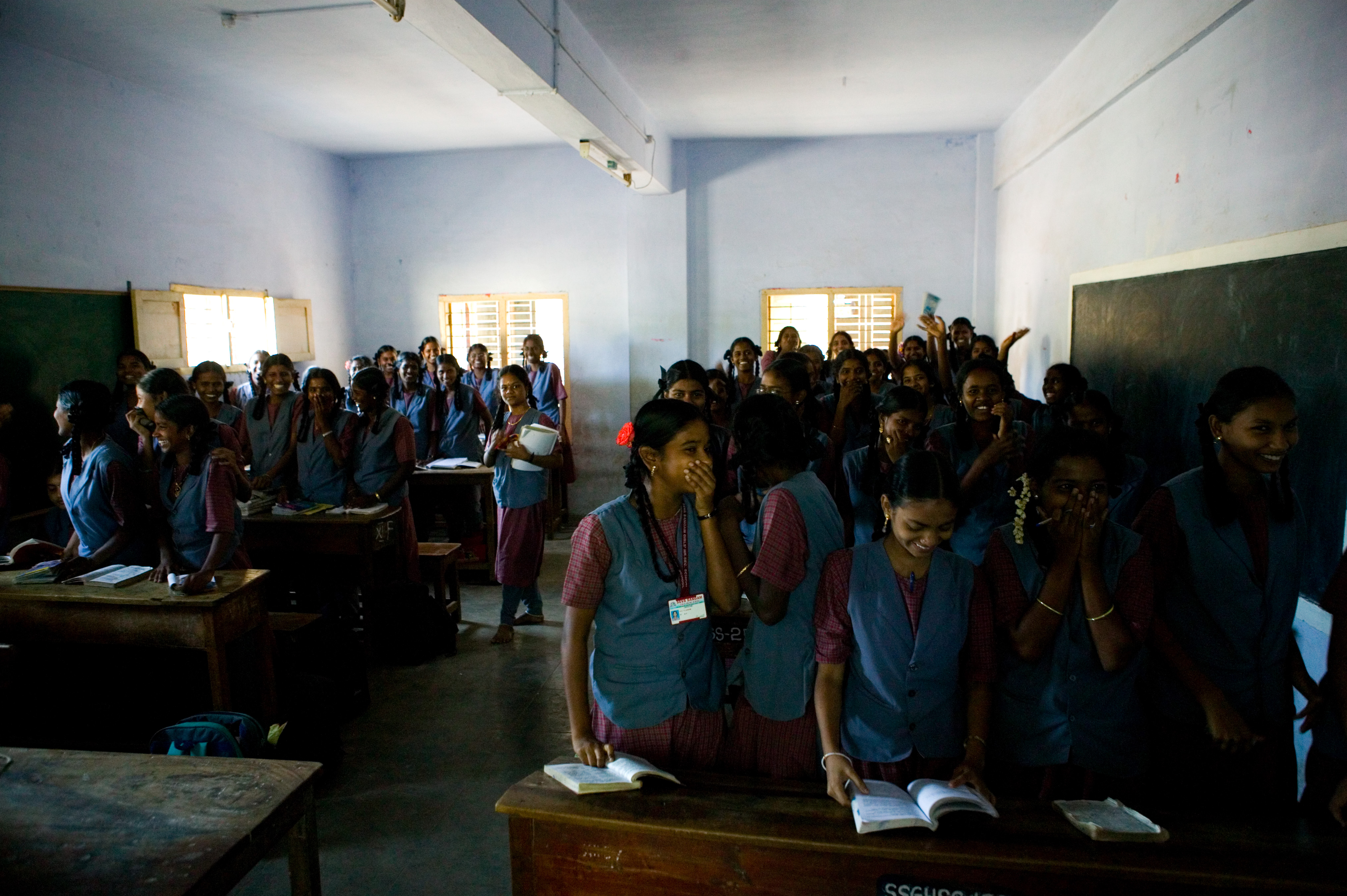
印度坦米爾那都邦一所女子寄宿學校教室中的場景。

在檢視男孩和女孩之間的教育差距時，會發現差距在小學到中學的過渡階段在擴大，有更大比例的女性在12歲之後輟學。研究人員Gaurav Siddhu於2011年在英國期刊《國際教育發展雜誌（International Journal of Educational Development）》上發表的一項研究報告，調查印度農村地區中學過渡階段的輟學統計數據及其影響因素。顯示在小學畢業後停止學業的20%的學生中，有近70%是女性。此項研究還進行過訪談，以確定影響印度農村地區輟學的因素。結果顯示女孩停止上學的最常見原因是到學校的距離和社會原因。就學校距離而言，家長會對女孩獨自上學的安全方面表示擔憂。農村地區的社會原因還包括家庭如何看待女兒婚後在夫家的角色，在某些情況下，還有人計劃讓女兒在達到中學的年齡段就嫁人。

#### 高等教育
印度女孩參與高等教育的情況隨著時間已發生變化。Rohini Sahni和Kalyan Shankar兩位研究人員於2012年在總部設於德國的多國性英文雙月刊《高等教育（期刊）》上發表的一項研究報告，針對女孩在高等教育領域的包容性方面進行調查。消息來源指出印度女孩參與高等教育的整體情況隨著時間而上升，尤其是在近年。然而在學科分佈方面仍持續存有差距。男生在各學科的分佈更為平均，而女生則集中在某些特定學科（例如人文學科），而少進入某些學術領域（如理工科，或是技術類學科）。
關於高等教育中的輟學統計數據，也有相關研究。研究人員Sugeeta Upadhyay於2007年在印度《經濟與政治週刊》上發表的文章中指出高等教育中的男孩輟學率高於女孩的。而這種趨勢在中等教育中則呈相反，女孩的輟學率高於男孩的。作者認為高等教育中的輟學率可用男孩對於獲得就業的必要性和緊迫感來解釋。因此男孩一旦獲得就業機會，會較女孩更有可能輟學，因為女孩的就業緊迫性會較低。

### 識字率
雖然印度女性識字率正逐步上升，但仍低於男性的。根據印度於2011年的人口普查，女性識字率為65.46%，而男性的為82.14%。入學的女孩比男孩少得多，而且有許多女孩會中途輟學。根據該國於1997年發表的全國樣本調查數據，只有喀拉拉邦和米佐拉姆邦女性識字率接近全民識字率。大多數學者認為導致喀拉拉邦婦女社會和經濟地位提高的主要因素是其高識字率。印度在2006年到2010年之間，完成至少中等教育的女性比例（26.6%）幾乎是男性的(50.4%)一半。在當今年輕一代中，這種差距似乎在小學階段正在縮小，而在中學階段則在擴大。全國家庭健康調查-3所顯示的，在旁遮普邦農村地區，女孩和男孩的入學差距隨著年齡的增長而急劇增加，該邦邦15-17歲年齡層的女孩輟學的可能性比男孩高出10%。這種差距已顯著縮小中，但女孩的教育品質仍然有問題，同一家庭中的男孩會被送到教育品質更好的私立學校就讀，而女孩則被送到村裡的公立學校就讀。

### 女性保留名額
於印度各邦和聯邦屬地的非正規教育計劃中，前者會保留約40%的名額，後者會保留約10%的名額，專供女性就讀。該國截至2000年約有30萬個非正規教育中心，為約742萬名兒童提供服務，其中約有12萬個中心專為女孩設立。奧迪薩邦等某些邦級的工程、醫學和其他學院為女性保留有30%的名額。時任印度總理的曼莫漢·辛格和印度計劃委員會也在2012年否決設立專門為女性的印度理工學院的提案。雖然印度女性識字率和入學率方面從1990年代開始已取得顯著進展，但女性的教育品質仍有待提升。。

## 健康和生存不平等
用於衡量健康和生存狀況的國際標準，會綜合考量多項指標，包括出生性別比例、選擇性墮胎潛在影響，以及男女壽命的性別差異。此外，還會納入暴力、疾病、營養不良等因素所造成的壽命損失，以評估女性相對於男性在健康狀態下生活的年數。無家可歸者人數也存在性別差異。根據印度於2011年的人口普查，無家可歸的男性和女性數目分別為1,046,871人和726,169 人。性別比例為每1,000名男性對應694名女性。

### 性別選擇性墮胎

根據2011年印度人口普查數據，顯示印度0至1歲年齡組中，每100名女嬰對應的男嬰數量的出生性別比地圖。

在北美和歐洲，人口出生的性別比例為每100名女孩對應103至107名男孩之間。而在印度度、中國和韓國，此一比例要高得多。女性在壽命和生存方面比男性具有生物學優勢。但在印度和其他亞洲國家，卻是男性多於女性。印度和其他亞洲國家有此種較高的性別比例被認為是種存在性別選擇性墮胎的指標。
2011年印度人口普查針對各邦和聯邦屬地的0至1歲年齡組的出生性別比例顯示，查謨和喀什米爾邦的出生性別比例為128名男嬰對100名女嬰，哈里亞納邦為120:100，旁遮普邦為117:100，德里和北阿坎德邦為114:100。此現象被歸因於胎兒性別鑑定技術（如[[醫學超音波檢查|超音波掃描}}）遭到濫用和價格可接受的結果。印度的女胎墮胎率正急劇上升。在某些農村地區，殺害女嬰仍普遍存在。
研究人員派特奈克（Patnaik）根據出生性別比估計，印度於2000年至2010年期間有1,500萬名女胎遭墮掉。而研究人員麥克弗森（MacPherson）估計印度每年約有10萬名女胎因選擇性墮胎而消失。
女嬰經常因多種原因而遭殺害，其中最主要的是經濟因素 - 包括賺錢能力（因為男性在日後是家庭的主要收入來源）、不能負擔父母的養老（因為女孩婚後會遷往夫家），以及最重要的嫁妝支出。印度法律禁止索要嫁妝，但在某些社會經濟階層中，此仍然是一種常見做法。這些原因導致殺害女嬰的現象，通常女嬰被視為一種經濟負擔。
印度通過《印度1994年孕前與產前診斷技術法》，禁止性別選擇和選擇性墮胎。但這種做法仍在暗中進行。印度衛生與家庭福利部發佈廣告，將女胎墮胎稱為一種罪行，以及設立每年舉行的全國女童日等其他各種措施及活動，以提高女童地位並打擊戕害女嬰的行為。

### 健康
根據印度的2005年全國家庭健康調查-3，2歲幼童的免疫接種率，女性為41.7%，男性為45.3%，顯示女童略處於劣勢。印度男童和女童的營養不良率幾乎相同。
印度成年人的男女自殺比例約為2:1。這種高男女比率自殺與世界各地觀察到的情況相似。印度在1987年至2007年間的自殺率從每10萬人7.9人增加到10.3人，印度南部和東部各邦的自殺率較高。於2012年，坦米爾那都邦、馬哈拉什特拉邦和西孟加拉邦的女性自殺比例為印度最高。在人口眾多的邦中，坦米爾那都邦和喀拉拉邦於2012年的女性自殺率最高。

#### 精神健康問題

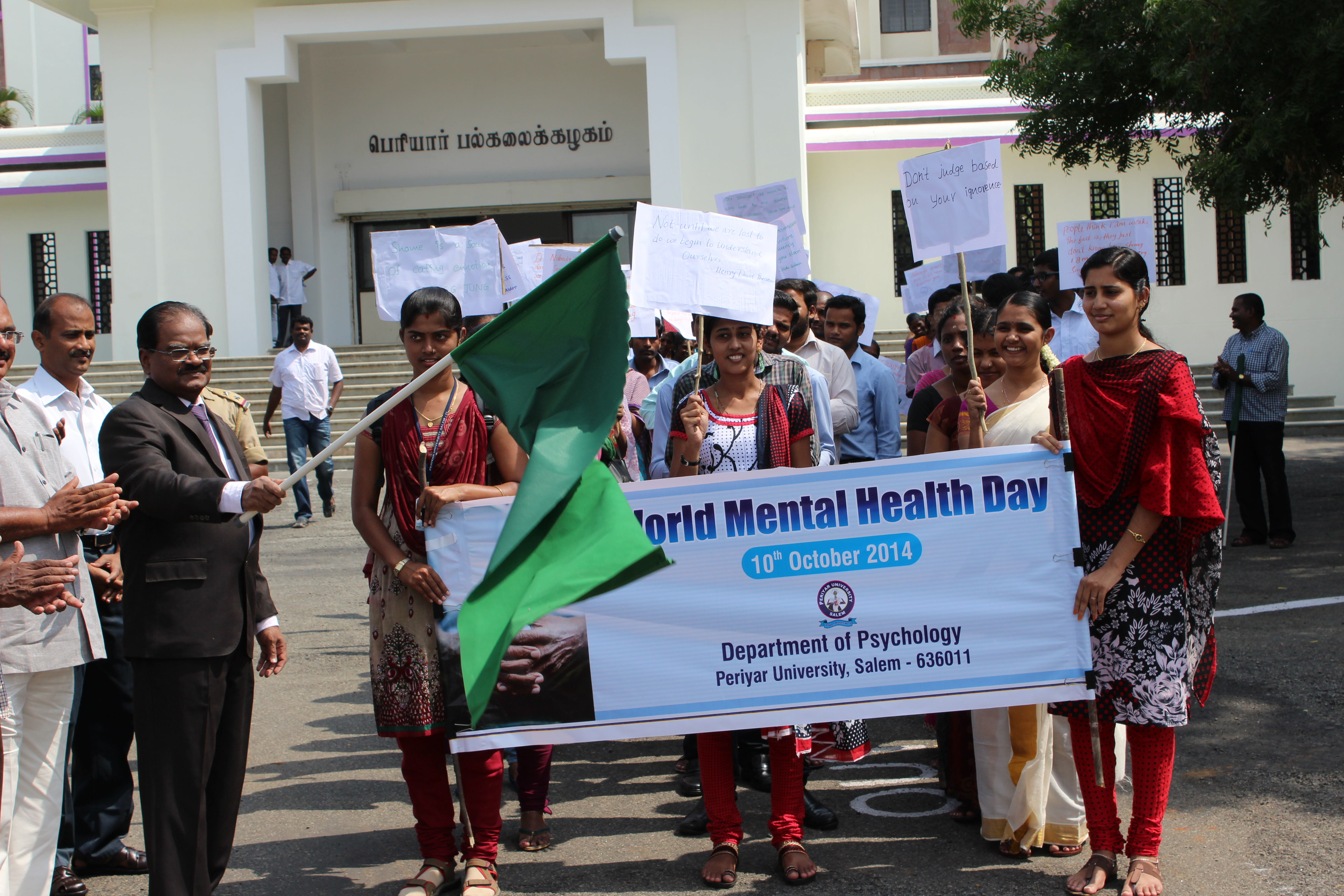
於坦米爾那都邦撒冷舉行的精神健康意識宣傳集會（2014年）。

研究指出印度南部存在的性別劣勢，特別是對女性賦權的負面態度，與自殺行為及焦慮、憂鬱等精神障礙的發生有密切關係。女性在家庭、職場和教育機構等不同環境中，所面臨的社會條件各異，這些條件均可能導致精神疾病，因此有必要針對不同環境進行研究。根據研究人員U. Vindhya等人於2001年在《經濟與政治週刊》上發表的一項研究報告，結論是女性，相對於男性更易患有憂鬱症、身心性疾病和解離症。此外，該研究將憂鬱症狀歸因於職場和家庭中的社交互動，這些互動助長習得性無助感。女性在以男性為中心的關係中，往往無法獲得公平對待，這種權力上的不平衡，導致她們產生無力感。其他對精神疾病產生影響的社會壓力源有婚姻、懷孕、家庭，以及被迫去扮演印度傳統女性角色的壓力。
此外，Vikram Patel等研究人員於2006年在《一般精神病學檔案（Archives of General Psychiatry）》（於2013年後改稱美國醫學會精神病學期刊 》）上發表的另一項研究報告，進一步檢視導致常見精神障礙的特定性別劣勢面向。調查的領域包括婚姻史、與配偶關係中各種形式的暴力生活經驗、女性個人選擇的自主性、家庭外參與程度以及困難時期來自家庭的社會支持。處於受到社區排斥情況下的女性，例如源於離婚或喪偶，罹患常見精神障礙的風險會顯著增加。研究顯示前述不利因素均會顯著增加印度農村和城郊社區女性罹患常見精神障礙的風險。

### 性別暴力
家庭暴力

此地圖顯示印度各邦和聯邦屬地每10萬名婦女的平均年度犯罪率。犯罪率包括所有《印度刑法典》所列的犯罪，例如強姦、性侵犯、侮辱婦女貞操、綁架、拐騙、親密伴侶或親屬的虐待、引進或販運女孩、因嫁妝而受迫害、嫁妝死亡、猥褻以及印度法律認定的所有其他犯罪。

家庭暴力、強姦和嫁妝相關的暴力是造成性別相關暴力的來源。家庭暴力向來是印度最大的社會問題之一。印度並沒保護男性免受家庭暴力的法律。 一項研究發現印度女性中有10分之4在一生中經歷過家庭暴力，10分之3在過去一年中經歷過家庭暴力。家庭暴力的受害者往往因羞愧、害怕報復以及在社區中受到孤立而保持沉默。在一項針對新德里巴爾瓦拉（Barwala）農村不同種姓女性的調查中，發現導致家庭暴力最常見的因素是酗酒。調查還發現在丈夫對妻子實施暴力行為的案例中，同住的家庭成員經常會煽風點火，擴大事端。

#### 強姦
根據印度國家犯罪記錄局（NCRB）發表的2013年年度報告，印度全國於2012年共報告有24,923起強姦案，由於許多案件未被報告，實際數字可能會更大。在此類案件中，有24,470起是由親戚或鄰居所為，換言之，有98%受害者認識所謂的強姦犯。相較於其他已開發和開發中國家，印度每年的強姦發生率相當低。印度記錄的強姦發生率為每10萬人2起，而西歐為每10萬人8.1起，拉丁美洲為每10萬人14.7起，美國為每10萬人28.6起，南部非洲地區為每10萬人40.2起。然而一些受害者與強姦犯之間沒有關係的案件，在印度引發大規模抗議，並造成大量國際媒體報導。其中最受爭議的案件之一是於2012年發生在德里的輪姦謀殺案，一名23歲的女性遭到輪姦、虐待，並最終因傷勢過重而死亡。該案件的新聞，以及後來受害者過世，在印度全國引發大規模抗議，抗議群眾要求保障婦女安全，並為性侵受害者爭取法律正義。印度沒有保護男性免受強姦的法律。

#### 嫁妝相關死亡和名譽殺人
其他性別暴力的來源還有嫁妝相關死亡和名譽殺人。NCRB的報告指出印度於2012年共有8,233起嫁妝死亡案件。名譽殺人指的是與女性行為與整個家庭的名譽相關的暴力行為，而在極端情況下，家庭成員會將其殺害。名譽殺人難以核實，且社會活動家是否誇大數字存有爭議。在大多數情況下，名譽殺人與女性家庭強烈反對有關。[一些名譽殺人是由傳統社區長老（如"種姓鄉村議會（khap panchayats）"）做出的法外決定造成，這些鄉村議會未經選舉產生，並無法律權力，估計每年有900人因此死亡（或每百萬人約1人）。名譽殺人主要發生在北方的旁遮普邦、哈里亞納邦和北方邦。

#### 獵巫
在印度某些農村地區有更極端的暴力形式。針對農村部落婦女進行獵巫一直是個常見問題，尤其是在賈坎德邦。意指一名婦女被懷疑或指控導致疾病、作物歉收等時發生的暴力或殺戮行為。獵巫的概念源於精靈（代表善良）和女巫（代表邪惡）的觀念，是部落文化的核心思想。由於農村地區，特別是賈坎德邦的部落村莊缺乏教育和醫療保健基礎設施，導致村民們轉為尋求迷信人士的協助。這種錯誤資訊傳播，使得社會中的女性常被家人或鄰居當作替罪羔羊。再者，巫術相關犯罪的社會性和性別特質，使得舉報和調查工作變得極其困難。
一項研究工作發現在女性識字率、女性勞動參與率以及教育和醫療服務差距等方面，性別不平等程度較高的邦，往往性別犯罪率也較高。

## 政治不平等
此性別不平等指標著重於評估男女在高層政治決策權力上的差距。
印度多年來在此衡量標準上的全球排名維持在前20名，於2013年的排名第9 - 這個分數反映印度在政治賦權方面的性別不平等程度低於丹麥、瑞士、德國、法國和英國的。印度選民在過往數十年來選舉大量女性成為總理及各邦的首席部長，以及進入邦立法議會和國家議會作為代表。
於2014年印度議會大選期間，女性投票率為65.63%，男性投票率為67.09%。有16個印度邦的女性投票人數超過男性。於2014年4月至5月的印度議會選舉中，共有2.606億女性參與投票。
印度於1993年通過第73和74項憲法修正案，並於當年實施，規定在地方自治機構中的女性代表配額為33%。研究人員Ghani等人認為此對印度在許多領域賦予女性權力方面產生強大的影響。

## 導致不平等的原因
性別不平等是全球一種由來已久的現象，其根源並非人類刻意創造，而是建構於對性別的既定成見之上。它與植根於文化和性別規範的親屬關係規則有關，這些規則建構人類的社會生活、人際關係，並以社會階層的形式促進女性的從屬地位。印度籍諾貝爾經濟學獎（1998年）得主阿馬蒂亞·森強調，必須深入探討助長性別不平等的社會文化因素。印度的文化影響，傾向偏愛兒子，原因與親屬關係、血統、繼承、身份、地位和經濟保障有關。這種偏好跨越階級和種姓界限，並歧視女孩。在極端情況下，這種歧視會出現名譽殺人的形式，即家庭會殺害未能符合婚姻和性行為性別期望的女兒或媳婦。當女性不符合預期的性別規範時，因為被認為會影響她和她家人的名譽，甚至可能會讓她難以嫁人，而受到羞辱和貶低。性別不平等的原因很複雜，但印度的一些文化因素可解釋重男輕女的觀念為何會此普遍。

### 父權社會
父權制是一種特權社會制度，其中男性是權威人物，擔任政治領導、道德權威、財產控制以及對婦女和兒童的權威等角色。印度大部分地區（除有一些例外）都有強烈的父權制和父系習俗，男性對女性家庭成員擁有權威，且能繼承家庭財產和頭銜。印度父權制的例子有普遍存在的習俗，如繼承權由父傳子，女性婚後搬到夫家，以及嫁娶時有聘金或嫁妝。這種"代際契約"為養育兒子提供強大的社會和經濟動力，而在養育女兒方面造成不利。女性的父母將他們在女兒身上投資，最終卻全由夫家接收，而演化出不利於在女兒年輕時進行投資的觀念。此外，兒子被期望在年老時會贍養父母，而成年後女性很少有能力協助自己的父母。

### 重男輕女
推動印度性別不平等的一個關鍵因素是對兒子的偏愛，兒子被認為比女兒更有用。男孩被賦予繼承家族姓氏和財產的專有權，他們也被視為家庭額外的地位象徵。在一項採用1990年代數據的調查研究中，學者發現兒子被認為具有更高的經濟效益，原因是他們可在農業中提供額外的勞動力。另一個因素是宗教習俗，只有男性才能為父母的的身後辦理儀式。所有這些因素都讓生子更受歡迎。此外，父母將女兒"送給"給夫家的預期，以及女兒出嫁時得籌備昂貴的嫁妝，進一步阻礙父母生女兒的意願。兒子往往是唯一能為父母舉行葬禮儀式的人。多種因素共同塑造印度性別不平等觀念。一項於2005年在坦米爾那都邦馬杜賴進行的研究發現老年保障、經濟動機，以及在較小程度上，宗教義務、延續家族姓氏以及在商業或農場中的幫助，均為重男輕女的主因。女兒則被認為能在情感上提供支持，並在年老時給予照顧。然而，研究也強調社會普遍認為女兒是家庭負擔的觀念。

印度各邦和聯邦屬地每10萬人中的嫁妝死亡率地圖（2012年）。

### 歧視女孩
雖然女性表達強烈至少能生一個兒子的偏好，但關於女孩出生後受到歧視的證據卻喜憂參半。學者對1990年代的調查數據進行的一項研究發現在幼年男孩和女孩的餵養習慣或印度的性別營養歧視方面，系統性歧視的證據並不多。學者發現在貧窮家庭中，女兒在疾病醫療和針對嚴重兒童疾病的疫苗接種方面面臨歧視。此類做法是女孩健康和生存不平等的根源。雖然性別歧視在貧困國家是一種普遍現象，而聯合國於2005年進行的研究發現社會規範所導致的性別歧視，是造成印度性別不平等的主要原因。

### 嫁妝
在印度，嫁妝指的是連同新娘一起給予新郎家庭的現金或禮物。這種做法在各地區、階級和宗教中廣泛存在。印度的嫁妝習俗導致女孩被視為家庭負擔的觀念，助長性別不平等。這種觀念限制父母願意在女兒身上投資。許多父母從小就開始為女兒準備嫁妝，儲蓄黃金，卻不願投資於她們的教育，讓她們有機會實現自己的價值。
印度民法中的《1961年嫁妝禁止法（Dowry Prohibition Act 1961 ）》以及隨後的印度刑法典（IPC）第304B和498a條，都禁止為嫁妝花費。雖然如此，為此產生的虐待和家庭暴力仍在上升。多項研究顯示雖然印度人對嫁妝的態度正在改變，但制度本身幾乎沒改變，偏見依舊盛行。

### 婚姻法
印度法律規定男女在婚姻中享有平等權利，但有一例外 - 所有男性都有權單方面與妻子離婚。印度法定的最低結婚年齡，女性為18歲，男性為21歲，但信奉伊斯蘭教的印度人除外，根據印度的穆斯林個人法，童婚仍然合法。童婚是阻礙女性賦權的因素之一。根據印度刑法典第493條，只有男性可能因假借婚姻之名進行欺騙性同居而被追究法律責任，而在《1956年印度教收養和贍養法》第18.2條中，只有妻子在特定條件下有權分居而不喪失其贍養權。男性沒有同等規定。

## 對男性的歧視
一些男性倡議團體抱怨政府使用目的為保護女性，過於激進的法律來歧視男性。男性遭受性騷擾的情況沒得到認可，警察也很少受理首次資訊報告（FIR），甚至即使是女性對男性實施性虐待，男性也會被預設為罪魁禍首。女性只需提交一份首次資訊報告，提出是嫁妝相關的理由，就可將丈夫的家人關進監獄。男性權益運動稱印度刑法典第498A條要求將丈夫的家人預設為有罪，除非另有證明，換句話說，它採納"有罪推定"的原則，違背普遍實施的"無罪推定"原則。有資料顯示，此條款的濫用情形相當嚴重，實際會進入法院審理的案件僅佔百分之4，而最終成功定罪的比例更只有百分之2。印度最高法院發現女性正根據印度刑法典第498A條提出虛假指控，而有破壞婚姻的效果。印度沒具體法律（如保護女性的《印度1986年婦女不雅描繪（禁止）法》）來保護男性，讓其免受不雅描繪侵害。一些父母表示，"對女孩的歧視不再猖獗，孩子的教育對父母而言非常重要，無論是女孩還是男孩。"印度的男性權益運動呼籲制定性別中立法律，特別是在子女監護權、離婚、性騷擾和通姦方面。男性權益活動家表示，丈夫會因自尊心作祟，不會報告被妻子用家用器具攻擊的情況。這些活動家呼籲沒證據證明男性遭受的家暴少於女性遭受的。
印度籍國際健康專家及醫生埃德蒙·費爾南德斯表示，印度需要緊急制定性別中立的法律，並提供快速司法公正，以拯救印度家庭免受摧毀。他還表示，偏袒女性的法律正被濫用，必須立即遏制。

## 政治和法律改革
印度自獨立後已開始在解決性別不平等問題，並取得顯著進展，特別是在政治參與、教育和法律權利等領域。印度政府一直在推行解決性別不平等的政策和法律改革。例如，《印度憲法》包含一項條款，保證平等權利和免受性別歧視。印度也是《消除對婦女一切形式歧視公約》（CEDAW）的簽署國。然而印度政府對在沒有社區主動提出和同意的情況下去干預社區的個人事務，仍持一些保留態度。以下為一些印度政府參與的具體改革措施。
- 《消除對婦女一切形式歧視公約》的參與簽署與執行。
- 頒佈印度孕前與產前診斷技術法，以遏止女胎墮胎。
- 頒佈與執行《2013年工作場所女性性騷擾（預防、禁止和補救）法（英语：Sexual Harassment of Women at Workplace (Prevention, Prohibition and Redressal) Act, 2013）》
- 頒佈《{{le|1956年印度教繼承法|Hindu Succession Act, 1956》（2005年修訂，賦予子與女平等繼承權，適用於印度教徒、佛教徒、耆那教徒和錫克教徒）
- 實施《1937年穆斯林個人法（伊斯蘭教法）適用法》（繼承權受伊斯蘭教法規範，女性份額少於男性的）[149]

### 減少性別不平等的邦級倡議
印度各邦和聯邦屬地在1989年至2013年之間與中央政府合作，針對女性發起許多區域性的特定計畫，以減少性別不平等。這類計畫包括黃金周年鄉村自營就業計畫（Swarnajayanti Gram Swarozgar Yojana）、全面鄉村就業計畫（Sampoorna Gramin Rozgar Yojana）、農村和貧困婦女意識提升計畫（Awareness Generation Projects for Rural and Poor women）、成年婦女濃縮教育課程（Condensed Course of Education for Adult Women）、少女力量計畫（Kishori Shakti Yojana）、自主婦女曼達爾計畫（Swayamsidha Mahila Mandal Programme）、國家婦女基金（Rashtriya Mahila Kosh）、婦女培訓和就業支持計畫（Support to Training and Employment Programme for Women）、自立計畫（Swawalamban Programme）、自強計畫（Swashakti Project）、自主方案（Swayamsidha Scheme）、婦女平等計畫（Mahila Samakhya Programme）、綜合兒童發展服務（ Integrated Child Development Services）、女童繁榮計畫（Balika Samriddhi Yojana）、國家小學營養支持計畫（National Programme of Nutritional Support to Primary Education，鼓勵農村女童每天上小學）、國家小學女童教育計畫（National Programme for Education of Girls at Elementary Level）、全民教育運動（Sarva Shiksha Abyhiyan）、拉德利拉克希米計畫及德里拉德利計畫（Delhi Ladli Scheme）等。
孟買高等法院在2016年3月做出判決，裁定"已婚女兒也有義務照顧父母"。這是打破社會傳統既定角色的非常大膽的一步。此外，這也會激勵女性不僅為自己，也為父母而變得更加獨立。
印度各邦和聯邦屬地與中央政府合作，發起多項目的在賦予婦女權力並減少性別不平等的計畫。這些倡議的重點是教育、利用金融服務、就業和法律保護。

#### 近期邦級和中央倡議（2014年至今）
印度政府從2014年起已推出多項新政策，以加強性別平等：
- 拯救女兒教育女兒運動（英语：Beti Bachao Beti Padhao）（BBBP）（2015年）- 目的在改善兒童性別比例，並在女嬰出生率較低的地區促進女童教育。[154]
- 女孩幸福繁榮計畫（Sukanya Samriddhi Yojana）（2015年）- 一項免稅儲蓄計畫，鼓勵家庭為女兒的未來儲蓄。[155]
- 總理烏傑瓦拉計劃（英语：Pradhan Mantri Ujjwala Yojana）（2016年）- 為經濟弱勢婦女提供免費液化石油氣連接，減少室內空氣污染造成的健康危害。[156]
- 一站式中心（2015年至今）- 在各邦設立中心，透過提供醫療、法律和心理支持，協助面臨家庭暴力、虐待或騷擾的婦女。
- 妮爾帕亞基金（英语：Nirbhaya Fund）（2013年至今）- 於2014年強化運作，以改善婦女安全，資助緊急求助熱線、自衛培訓和改善警務。[157]

#### 司法和法律進展
- 頒佈穆斯林立即離婚（英语：Triple talaq）禁令（2019年）- 印度最高法院裁定穆希林立即離婚違憲，確保穆斯林婦女受到法律保護。[158]
- 頒佈《印度2017年生育福利（修正案）法（英语：Maternity (Amendment) Act,  2017）》- 將帶薪產假從12週增加到26週，使其成為全球最高的國家之一。[159]
- 女兒平等財產權（2020年）- 最高法院針對1956年印度教繼承法澄清，女兒在祖傳財產中享有平等權利，無論其父親的死亡日期在何時。* [160]

#### 邦級特定倡議
- 首席部長女童幸福計畫（Mukhya Mantri Kanya Sumangala Yojana，北方邦，2019年）- 在女孩人生的6個不同階段提供教育財政援助。[161]
- 卡納塔卡邦女童免費高等教育（Karnataka’s Free Higher Education for Girls，2023年）- 邦政府為低收入家庭的女孩啟動免費大學和研究生教育計畫。[162]
- 坦米爾那都邦婦女勞工倡議（Women Workforce Initiatives，2022年）- 啟動女性勞工免費交通和增加婦女勞動力參與的激勵措施。[163]

此類倡議反映出印度致力於減少性別不平等，並促進各個領域婦女賦權的承諾。

## 各式促進性別平等組織
- 全印民主婦女協會
- 拯救印度家庭基金會（英语：Save Indian Family Foundation）
- 印度全國婦女委員會（英语：National Commission for Women）
- Ministry of Women Children and Development（英语：Ministry of Women and Child Development）
- Missing Link Trust（英语：Missing Link Trust），一非營利性組織，它利用藝術和教育活動來提高認識並防止兒童人口販運。
- 國際婦女研究中心（英语：International Center for Research on Women）
- 聯合國婦女署